# Półwysep Szmidta
Półwysep Szmidta (ros. Полуостров Шмидта) – półwysep położony na wyspie Sachalin, na północ od miasta Ocha. Stanowi najdalej wysuniętą na północ część wyspy. Ma około 50 km długości. Od wschodu jest oblany wodami Morza Ochockiego, a od zachodu Zatoki Sachalińskiej. Został nazwany w 1908 roku na cześć Carla Friedricha Schmidta, geologa i botanika, który odwiedził Sachalin w 1866.
Ukształtowanie terenu Półwyspu Szmidta jest zróżnicowane: występują tu pasma górskie (Grzbiet Zachodni i Wschodni), osiągające wysokość do 623 m n.p.m. (Masyw Trzech Braci), lasy świerkowe i liściaste oraz liczne torfowiska. Linia brzegowa półwyspu jest bardzo nieregularna. Wschodnia część wybrzeża jest stroma, skalista, z wąskimi plażami kamienistymi i otoczakami. Zachodnia część jest mniej stroma, z plażami piaskowo-kamienistymi.